# Риџли (Западна Вирџинија)
Риџли (енгл. Ridgeley) град је у америчкој савезној држави Западна Вирџинија.

## Демографија
По попису из 2010. године број становника је 675, што је 87 (-11,4%) становника мање него 2000. године.
| Група             | 2000.       | 2010.       |
| Белци             | 737 (96,7%) | 624 (92,4%) |
| Афроамериканци    | 4 (0,5%)    | 4 (0,6%)    |
| Азијати           | 0 (0,0%)    | 28 (4,1%)   |
| Хиспаноамериканци | 19 (2,5%)   | 0 (0,0%)    |
| Укупно            | 762         | 675         |